# 230 État 371 à 385
Les 230 État 230-371 à 385 sont des locomotives de vitesse à tender séparé de la Compagnie des chemins de fer de l'Etat, destinées aux trains de voyageurs. 

## Histoire
La série de 15 locomotive est construite par la SACM à Belfort en 1912. En 1938, elles deviennent à la SNCF 230 H 371 à 385. Toutes sont encore en service en 1957. La série est réformée entre 1959 et 1961.

## Description
Ces machines sont munis d'une chaudière à foyer Crampton équipée d'un surchauffeur Schmidt. Le moteur à vapeur est à simple expansion et comprend 2 cylindres munis de tiroirs cylindriques.
Elles sont proches des 230 État 781 à 800 qui possèdent de nombreux éléments en commun. En revanche, les 230 371 à 385 possèdent des roues de taille moyenne (1750 mm de diamètre) qui les destinent aux services mixtes tandis que l’autre série possède des grandes roues de 2040 mm qui lui permettent de remorquer des trains plus rapides ainsi que quatre cylindres qui garantissent une bonne stabilité et une meilleure répartition des efforts à grande vitesse.

## Caractéristiques
Longueur : 11,5 m
Longueur hors-tout de la machine et du tender :18.75 m
Poids à vide: 60 t
Poids en charge: 68,8 t
Poids adhérent sous les essieux couples : 47.08 t
Timbre: 12 kg
Surface de grille : 2,78 m2
Surface de chauffe: 159,5 m2
Surface de surchauffe: 41,4 m2
Diamètre des roues (motrices): 1 750 mm
Diamètre des roues (porteuses): 960 mm
Dimensions des cylindres, alésage x course: 550 x 640 mm
Force en chevaux : 1170 ch
Vitesse maximum: 100 km/h